# درية كمال فرحات
درية فرحات (1966م) كاتبة وباحثة وقاصة وأكاديمية لبنانية، لها العديد من الأعمال الأدبية والنقدية المنشورة، وقد حازت العديد من شهادات التقدير والتنويه، فضلا عن رئاستها لغير نشاط أدبي وثقافي واجتماعي.

## سيرة
ولدت دريّة كمال فرحات في العام 1966 في بلدة عربصاليم (قضاء النبطية - جنوب لبنان)، تلقت تعليمها حتى الجامعي في دولة الكويت، حيث حازت الإجازة في الأدب العربي من جامعة الكويت، ثم حازت شهادة الدبلوم في التربية (2002م)، وشهادة الماجستير في اللغة العربية وآدابها في الجامعة اللبنانية، ثم حازت شهادة الدكتوراه في اللغة العربية وآدابها في الجامعة اللبنانية في العام 2013.

## نشاطها التربوي والثقافي
تعمل فرحات في المجال البحثي والتربوي والتعليمي؛ فهي درّست في مدارس وثانويات في الكويت، ثم أستاذة تعليم ثانوي في وزارة التربية في الجمهورية اللبنانيّة، ومرشدة تربوية في مديرية الإرشاد والتّوجيه في الوزارة، وأستاذة محاضرة في كلية الآداب والعلوم الإنسانية في الجامعة اللبنانية، حيث حازت رتبة الأستاذية عن مجموع دراساتها المنشورة في العام 2020. كذلك تعمل فرحات نائبة التحرير لمجلة المنافذ الثقافية، ورئيسة الهيئة الإداريّة لملتقى الأدب الوجيز، واللقاء الأدب العاملي، وهيئة تكريم العطاء المميّز. لها كتب مطبوعة، وعدد من الأبحاث المنشورة في المجلات العلمية المحكمة، إضافة إلى نتاج إبداعيّ، والإشراف على العديد من رسائل الماستر، والمشاركة في لجان المناقشة للدّكتوراه.
شاركت في العديد من الورش التعليميّة، والدورات التدريبية التي لها علاقة بالتعليم وطرائق التدريس والامتحانات المدرسية والرسمية، فهي عضوة في لجنة اللغة العربية لوضع الامتحانات الرسميّة، كذلك عضوة في اتحاد الكتاب اللبنانيين. كذلك شاركت في العديد من المؤتمرات حول اللغة العربية وآدابها، وفي العديد من الندوات الأدبيّة النّقديّة، كما كان لها مشاركة في مؤتمر المجلس الدّوليّ للغة العربيّة، بعنوان بحث تحت عنوان: "قواعد اللّغة العربيّة بين الواقع والمرتجى من خلال طرائقها وأساليب تدريسها".

## أعمالها
للدكتورة فرحات العديد من الأعمال المنشورة في القصة والنقد الأدبي والتربية، فضلا عن كتابة عشرات المقالات، ومنها:

### دراسة أدبية
- الرغيف وطواحين بيروت: نموذج لوطنية توفيق يوسف عواد (264 ص) - دار المواسم للطباعة والنشر والتوزيع - بيروت 2006[25][26]
- التمرد في شعر الشاعرات البحرينيات (844 ص) - المؤسسة العربية للدراسات والنشر - بيروت 2014[27][28][29]
- معجم الصّحّاح "تاج اللّغة وصحّاح العربيّة" - مجلة منافذ ثقافية - بيروت 2015[30]
- الدّلالات الفنيّة والجماليّة في قصيدة الشّاعرة البحرينية (نماذج مختارة) - مجلة الحداثة 2016[31]
- مقاربات سردية: تقنيات ومفاهيم - دار المواسم - بيروت 2018
- القصة القصيرة جدا: مصطلح وخصائص - (في كتاب الأدب الوجيز هُوية تجاوزيّة جديدة)، مؤتمر الأدب الوجيز بيروت 2019. دار جليس الزّمان، الأردن.
- تجليّات ظاهرة الاغتراب في الأدب النّسوي اللّبناني - (كتاب المؤتمر الجنوبي الثالث البحث العلميّ حول الاغتراب اللّبنانيّ). هيئة تكريم العطاء المميّز، بالتّشارك مع المجلس القاريّ الأفريقيّ والجامعة اللّبنانيّة الثّقافيّة الطّبعة الأولى، 2019

### قصة
- احكي يا شهرزاد - دار الأمير - بيروت 2019[32][33]

### تربية وتعليم
- طرق تدريس قواعد اللغة العربية ودورها في تنمية التحصيل اللغوي (318 ص) - رشاد برس - بيروت 2014[34][35][36]
- المناهج المدرسيّة ومدى محاكاتها للبيئة السّليمة، كتاب القراءة للمرحلة الابتدائيّة أُنموذجًا - كتاب المؤتمر الجنوبي الأول "البيئة والمجتمع مقاربات بيئيّة وعلميّة"، منشورات رشاد برس - بيروت 2017

## وصلات خارجية
- الاستاذة الجامعية درية كمال فرحات وللحديث بقية
- ملتقى الأدب الوجيز